# Les Pics d'Or
Les Pics d'Or est une cérémonie organisée par la fondation Abbé-Pierre pour le logement des défavorisés depuis 2019. Elle a pour objectif de dénoncer avec ironie le mobilier urbain anti-SDF, les arrêtés anti-mendicité et autres mesures hostiles aux personnes en situation de précarité.

## Historique
En 2019, 2020 et 2024, la fondation Abbé-Pierre pour le logement des défavorisés organise les cérémonies « Les Pics d'Or » récompensant, de façon satirique, le mobilier urbain anti-SDF,. Les six catégories sont : « Fallait oser » (dispositif le plus décomplexé) ; « Faites ce que je dis, pas ce que je fais » (dispositif le plus contradictoire) ; « Ni vu ni connu » (installation déguisée) ; Pic de l'arrêté anti-mendicité « Bouge de là » ; « Le Clou » (dispositif le plus agressif) et, pour l'étranger, le prix « C'est pas mieux ailleurs ».
En 2019, la première cérémonie se tient en présence de l’humoriste Guillaume Meurice qui explique : « Aujourd’hui, on vit dans un monde où chaque problème a sa solution : un pauvre dort dans la rue ? Bam ! On met des piques anti-SDF ».
En 2020, les lauréats « Les Pics d'Or » sont retenus parmi 450 installations signalées sur Twitter sous le hashtag #SoyonsHumains. La cérémonie se tient au théâtre de l’Atelier à Paris en présence des humoristes Guillaume Meurice et Blanche Gardin. Pour Christophe Robert, délégué général de la fondation Abbé Pierre : « Ce n’est pas en recourant à ce type de dispositifs qui ne font que déplacer le problème qu’on le réglera ».
En novembre 2024, alors que 330 000 personnes sont sans domicile en France, se tient la troisième cérémonie en présence notamment de Blanche Gardin, Amelle Chahbi, Édouard Montoute, Redouanne Harjane, Laurie Peret et Guillaume Meurice qui remettent les différents prix,. Dans la catégorie « Le Clou », le dispositif « primé » par le grand public, avec 13 000 votants, surnommé « Pot-pourri » (des gros pots de fleur vides), se situe au 78 rue de Marseille à Lyon.

## Analyses

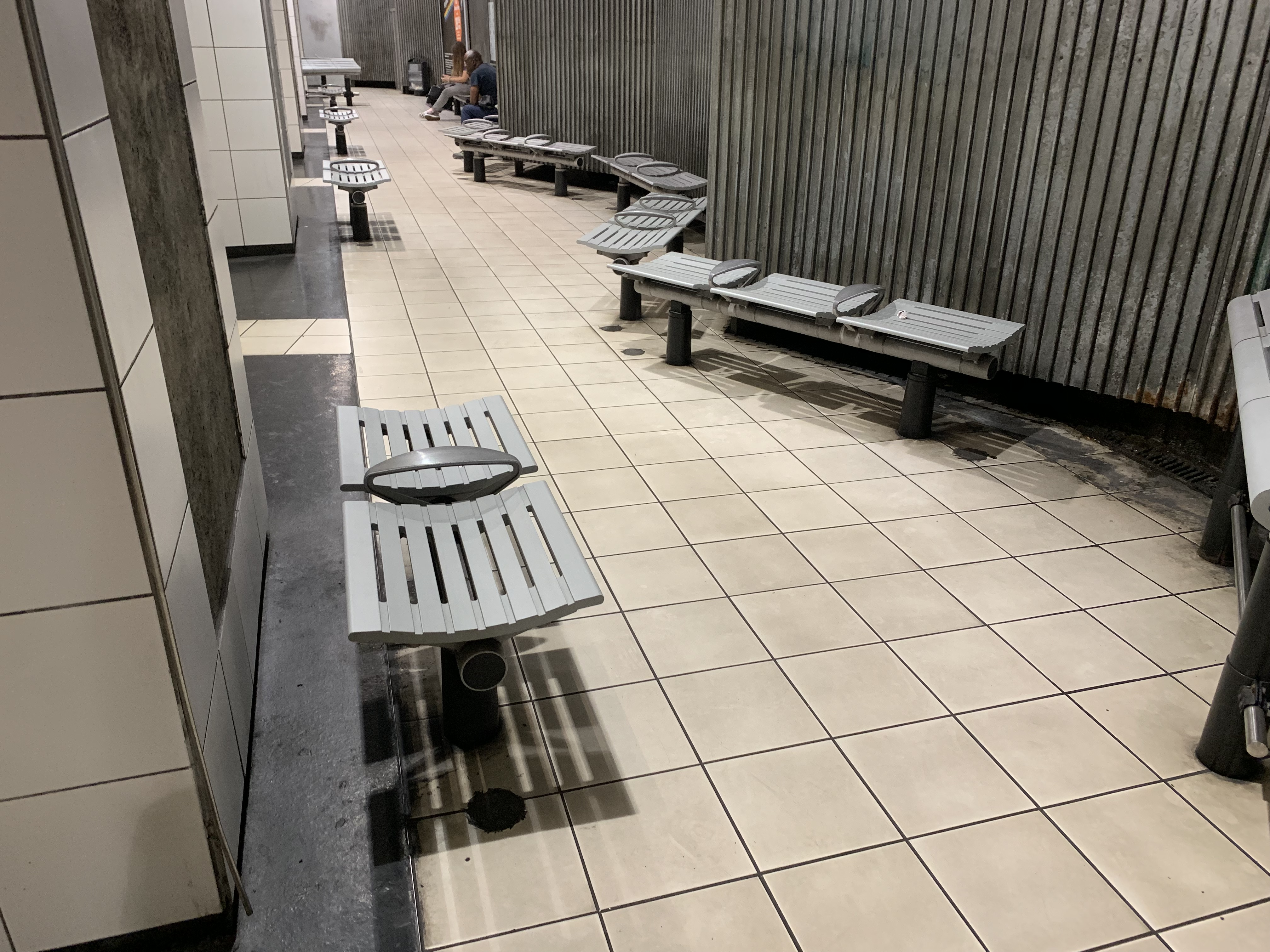
Bancs gare porte Clichy à Paris.

Camille Gardesse, sociologue à l'École d'urbanisme de Paris, indique : « Il s'agit vraiment d'une logique d'aménagement de l'espace urbain, pour empêcher les usages jugés indésirables des personnes sans abri : s'abriter, dormir, déployer des moyens de subsistance comme faire la manche. Certains dispositifs sont plus discrets que d'autres et ressemblent à du mobilier urbain ».
Pour la sociologue Marie Loison-Leruste les mesures de rejet des personnes en situation de précarité sont le reflet de la dualité des habitants des villes vis-à-vis des sans-abri : « Parfois ils nous émeuvent, parfois ils nous dégoûtent : les pauvres suscitent la peur, d'où cette tentative de criminalisation ».